# Ruhwinkel
Ruhwinkel er en by og kommune i det nordlige Tyskland, beliggende i Amt Bokhorst-Wankendorf i den sydvestlige del af Kreis Plön. Kreis Plön ligger i den østlige/centrale del af delstaten Slesvig-Holsten.

## Geografi
Ruhwinkel er beliggende omkring 20 km øst for Neumünster, cirka 20 km fra Plön, omkring 20 km fra Bad Segeberg og omkring 30 km fra Kiel.
Motorvejen A21 fra Kiel til Bad Segeberg går gennem kommunen.
I Ruhwinkeler ligger Fuhlensee, og søen og dens omgivelser har siden 1983 været Naturschutzgebiet. Ruhwinkel ligger i området med  „Wankendorfer Seengebiet“ og „Bornhöveder Seenkette“ og grænser mod øst til Bornhöveder See, Schmalensee og Belauer See og mod nord til Schierensee.
I kommunen ligger ud over Ruhwinkel, landsbyerne og bebyggelserne Altekoppel, Seeraden, Tanneneck, Vier Vorhof, Bockhorn, Beekskate, Drögenkuhlen, Eichholz og Schönböken.